# Horn (distrikt)
Horn är ett distrikt i det österrikiska förbundslandet Niederösterreich. Det gränsar i norr till Tjeckien.

## Indelning
Distriktet består av följande städer, köpingar och kommuner:

Kommunerna i distriktet Horn

Städer
- Drosendorf-Zissersdorf
- Eggenburg
- Geras
- Horn

Köpingar

- Burgschleinitz-Kühnring
- Gars am Kamp
- Irnfritz-Messern
- Japons
- Langau
- Pernegg
- Röschitz
- Sigmundsherberg
- Straning-Grafenberg
- Weitersfeld

Landskommuner

- Altenburg
- Brunn an der Wild
- Meiseldorf
- Rosenburg-Mold
- Röhrenbach
- Sankt Bernhard-Frauenhofen